# Ласт Маунтин (језеро)
Ласт Маунтин (енгл. Last Mountain Lake) познато и као Дуго језеро (енгл. Long Lake) је плитко преријско језеро глацијалног порекла, старости око 11.000 година у јужном делу провинције Саскачеван у Канади. Језеро се налази на око 40 км северозападно од административног центра провинције града Реџајне у сливном подручју реке Капел. 
Са дужином од 93 км најдуже је језеро у овом делу провинције, а у најширем делу широко је свега 3 км. Северни део језера је доста плитак и мочваран, за разлику од централног и јужног дела. Маленом реком Ласт Маунтин Крик језеро на југу отиче ка реци Капел, односно ка реци Асинибојн. 
Језеро је популарно као одмаралиште, посебно у летњем делу године, а најважније насеље на његовим обалама је Реџајна Бич. 
Северни део језера је законом заштићено птичије станиште, основано 1887. године и уједно било је то прво заштићено подручје оваквог типа у целој Северној Америци. У станишту је регистровано преко 280 различитих птичијих врста од чега се 9 налази на листи угрожених врста. 
Од рибљег фонда издвајају се смуђ, штука, манић, језерска белица, шаран и друге. 